# Paul Hermann Wilhelm Taubert
Paul Hermann Wilhelm Taubert (Berlino, 12 agosto 1862 – Manaus, 1º gennaio 1897) è stato un botanico tedesco.

## Biografia
Studiò botanica a Berlino come allievo di Ignatz Urban e, mentre fu uno studente, raccolse piante in Cirenaica (1887). Dal 1889 al 1895 fu associato al Museo botanico di Berlino, lavorando come assistente scientifico nel 1893-95. Successivamente, intraprese una spedizione botanica in Brasile, dove condusse delle ricerche botaniche negli stati di Pernambuco, Ceará, Piauí, Maranhão e Amazonas. Morì a Manáus il 1º gennaio 1897 (34 anni).
Era l'autorità tassonomica di molte specie di piante. Nel 1893 Karl Moritz Schumann chiamò il genere vegetale Taubertia (famiglia Menispermaceae) in suo onore.

## Opere
- Monographie der gattung Stylosanthes. Verh. Bot. Ver. Prov. Brandenb. v. 32, pp. 1–34. (1890).
- Leguminosae Archiviato il 26 agosto 2016 in Internet Archive. in: Natürliche Pflanzenfamilien. Vol. III, 3. (1891).
- Leguminosae novae v. minus cognitae austro-americanae II ... Flora, v. 75, pp. 68–86. (1892).
- Plantae Glaziovianae novae vel minus cognitae IV ... Engler's Bot. Jahrb. v. 17, pp. 502–526. (1893).
- Beitrage zur kenntnis der flora des central- brasilianischen staates Goyaz ... Engler's Bot. Jahrb. v. 21, pp. 401–457, pi. 2-3. (1895–96, con Ernst Heinrich Georg Ule).